# Edie Britt
Edith Britt Williams (precedentemente McLain e Rothwell), comunemente chiamata Edie, è un personaggio della serie televisiva Desperate Housewives.

## Scrittura
Nicollette Sheridan fece inizialmente un provino per il ruolo di Bree Van de Kamp, ottenuto invece da Marcia Cross. Nel febbraio 2004 venne ingaggiata come guest star per interpretare Edie.

## Caratteristiche
Edie (nata nel marzo del 1966) è un'agente immobiliare pluri-divorziata, estremamente competitiva sia in campo professionale che in quello sentimentale. Inizialmente concepita come personaggio secondario in quanto nemesi di Susan Mayer, Edie divenne personaggio regolare della serie grazie all'accoglienza positiva da parte di pubblico e critica. Edie vive al 4362 di Wisteria Lane. Il nome originale doveva essere Evie McCall.
Edie emerge per il suo temperamento libertino e spregiudicato. Alquanto intransigente e quasi del tutto priva di scrupoli, Edie non bada a precetti o morali per ottenere ciò che vuole. Nutre una generale avversione nei confronti delle altre donne, fattore dovuto da un lato ai pregiudizi negativi che queste tendono farsi sul suo conto, dall'altro alla sua natura diffidente.
Tuttavia, sebbene possa sembrare una donna fredda ed insensibile, Edie è sostanzialmente una donna insoddisfatta e amareggiata dalle delusioni amorose ed affettive della sua vita, che rincorre spasmodicamente tutte le occasioni che potrebbero renderla felice, noncurante, spesso, delle conseguenze delle sue azioni. Pur amando gli uomini, specialmente per le attenzioni che riceve da loro, cerca sempre di mettere un po' di distanza emotiva, non accettando di essere dipendente da qualcun altro. Per sua stessa ammissione, ciò è dovuto all'abbandono di suo padre, che lasciò lei e la madre per un'altra donna quando Edie era ancora adolescente.

## Trama

### Prima stagione
Nella prima stagione, Edie contende il cuore di Mike Delfino a Susan Mayer, pur non riuscendo alla fine ad avere la meglio. La sua casa viene bruciata involontariamente da Susan, e la sua migliore amica, Martha Huber, viene assassinata da Paul Young, il quale sta cercando di scoprire chi ricattava sua moglie Mary Alice, arrivando anche a sospettare della stessa Edie, che quando scopre che è stata Susan ad aver incendiato casa sua, decide di non denunciarla in cambio d'inviti alle riunioni di ritrovo tra le altre casalinghe del quartiere, con le quali inizia ad essere amica. Aiuta anche Susan nelle sue indagini su Paul per scoprire qualcosa su Mary Alice.

### Seconda stagione
Nella seconda serie Edie intreccia una relazione con Karl Mayer, che però è ancora innamorato di Susan. Quando Edie scopre che i due si sono risposati in segreto per un problema di Susan che riguardava l'assicurazione sanitaria è furente, ma decide di rimanere con Karl, che però inizia una breve relazione con l'ex moglie. Quando Edie verrà a sapere dell'affair, si vendicherà dando fuoco alla casa di Susan. Non appena Susan scopre la verità, cerca di ottenere una confessione, ma le due donne finiranno per azzuffarsi; lotta che si concluderà con il ricovero di Edie in ospedale perché punta da uno sciame di vespe. Susan si sente in colpa e decide di non denunciarla alla polizia per l'incendio.

### Terza stagione
Nella terza stagione il nipote di Edie, Austin McCann, si trasferisce da lei finché non sia finita l'arrabbiatura della madre contro di lui. Il ragazzo si presenta come il classico bullo e avrà una storia nello stesso tempo con Danielle Van de Kamp e Julie Mayer. Dopo aver messo Danielle incinta, viene costretto ad abbandonare Wisteria Lane. Edie approfitta della perdita di memoria di Mike per mettersi con lui e ferire Susan. Dopo esserci riuscita, però, si lasciano, avendo Mike capito che la loro storia era basata solo su piani e sotterfugi. Si fidanzerà poi con Carlos, che nel frattempo aveva divorziato da Gabrielle e stava vivendo da Mike. Travers, il figlio di Edie avuto dall'ex marito, ritorna per un mese a Wisteria Lane dalla madre. Il figlio sarà utilissimo per far avvicinare molto Edie e Carlos; quando Travers doveva ritornare con il padre, Edie pensa che il rapporto tra lei e Carlos non sarebbe stato più lo stesso. Dopo aver provato a tenere il figlio con un affidamento congiunto, Carlos le dice che il loro rapporto sarebbe stato lo stesso anche senza Travers. Quando però Carlos chiede un figlio da Edie, lei gli mente prendendo la pillola e facendogli credere allo stesso tempo di non prenderla. Quando Carlos lo scopre, la lascia e lei tenta il suicidio.

### Quarta stagione
Nella prima puntata della quarta stagione scopriamo che il tentato suicidio di Edie era tutta una finzione per costringere l'uomo a tornare da lei. Edie propone a Carlos di sposarlo e lui accetta: la ragione per cui quest’ultimo accetta di convolare a nozze è perché Edie ha scoperto che l'uomo ha un conto segreto illegale all'estero e l'avrebbe ricattato qualora lui avesse rifiutato. Il fidanzamento viene però annullato quando Edie scopre che Carlos ha una relazione con Gabrielle, la sua ex moglie, ora sposata con il sindaco Victor Lang. Edie lascia Carlos e subito dopo racconta a Victor della tresca della moglie. Nell'episodio 4.09 Quando s'alza il vento, durante un tornado Victor muore trafitto da un paletto, Carlos perde la vista, mentre Edie perdona Gabrielle offrendole riparo nella botola della sua casa. Quando sembra che il carattere di Edie si stia addolcendo, la donna torna a tormentare la vita di un'altra casalinga: Bree Hodge. La donna, inviperita perché Bree aveva iniziato a sabotarle gli affari, inizia a ricattarla dopo aver scoperto che Benjamin Hodge, il figlio di Bree e Orson, è in realtà figlio di suo nipote Austin e Danielle. Una notte Edie bacia il marito di Bree, trasferitosi temporaneamente da lei: tra le due comincia una guerra, che termina con Edie praticamente costretta dalle altre quattro casalinghe a lasciare Wisteria Lane.

### Quinta stagione
Nella quinta stagione, ambientata cinque anni dopo, Edie torna a Wisteria Lane con un nuovo marito, Dave Williams, uomo misterioso e con un forte desiderio di vendetta. Edie torna ad essere amica delle altre casalinghe, specialmente di Karen McCluskey. La donna ignora completamente l'oscuro passato di Dave, ma poco per volta si fa sempre più dubbiosa, fino a quando scopre le sue vere intenzioni: la sua prima moglie e la loro bambina morirono in un incidente stradale causato da Mike e Susan, pertanto Dave vuole vendicarsi di loro. Edie lo affronta in casa ma viene quasi strozzata. A questo punto, terrorizzata, Edie scappa in automobile, ma per evitare di investire un Orson Hodge fuggiasco, si schianta contro un palo della luce e muore folgorata sotto gli occhi dei suoi vicini di casa che si erano avvicinati a lei dopo aver sentito l'auto della donna schiantarsi.

## Apparizioni successive
Nell'episodio della morte di Edie, la voce narrante dell'episodio, diversamente dal solito in cui è sempre Mary Alice Young, è Edie e commenta la sua morte sottolineando che è morta nello stesso modo in cui è vissuta, "stando al centro dell'attenzione", in quanto tutti gli abitanti del quartiere erano attorno a lei. Nell'episodio le sue amiche pensano ad alcuni loro ricordi che vedevano Edie come protagonista: Susan pensa a come si sono conosciute, inizialmente le due andavano molto d'accordo ma quando scoprì che Edie era andata a letto con il marito di una vicina lei si mise a criticarla per il suo comportamento privo di morale, più tardi Edie racconta a Susan di aver visto suo marito Karl in compagnia della segretaria in atteggiamenti equivoci, infatti settimane dopo Susan scoprì che il marito l'aveva effettivamente tradita. Lynette ripensa a quando si fece accompagnare dalla donna per la chemioterapia per il cancro, prima però sostarono a un bar e Lynette si arrabbiò almeno finché Edie non la spronò a divertirsi dicendole che il cancro non deve distruggere la sua vitalità altrimenti perderà la lotta, seguendo il consiglio Lynette si divertì. Gabrielle ricorda una sera in cui lei e Edie uscirono in un locale e ritornando a casa Edie le confessò che in fondo lei sapeva che sarebbe morta giovane e che la cosa non le creava disturbo perché almeno la sua bellezza non sarebbe svanita nel tempo. Bree rammenta un'occasione in cui Edie andò a trovare suo marito Orson in prigione, Bree si arrabbiò con lei ma Edie la rimproverò accusandola di essere egoista in quanto lei non si prendeva la briga di andare a trovare Orson in prigione visto che è sua moglie, effettivamente Bree ammette che grazie a Edie il suo matrimonio si salvò. Le amiche di Edie consegnano al figlio Travers le sue ceneri, ma lui le rifiuta avendo sempre ritenuto Edie una pessima madre, ma Karen racconta al ragazzo di una sera in cui Edie le tenne compagnia, era l'anniversario della morte di suo figlio ed Edie le disse che sapeva cosa provava visto che pure lei ha dovuto separarsi da Travers lasciandolo al padre perché era sicura che la sua presenza sarebbe stata dannosa per la crescita del figlio, dicendo che anche se lui la odierà questo è un prezzo che pagherà volentieri pur di proteggerlo. Detto ciò Travers decide di dare le ceneri della madre alle sue amiche ritenendo che sia la scelta giusta, le sue amiche cospargono le sue ceneri nel quartiere e infine si sente la voce dello spirito di Edie che non porta più rancore e rimpianti dato che a suo dire la morte non fa paura se alla fine hai vissuto fino in fondo. 
Edie appare per l'ultima volta nella serie nel ventitreesimo episodio della quinta stagione, quando appare in visione al marito Dave e gli consiglia di uccidere il piccolo MJ davanti a Susan, così che lei possa provare la medesima sofferenza che patì lui. 
L'ultima volta che Edie verrà menzionata nella serie sarà nella settima stagione quando Renee Perry, una vecchia amica di Lynette, comprerà la sua vecchia casa. Non apparirà tra i defunti, nella scena finale della serie.